# Pueblo Viejo, Cotaxtla
Pueblo Viejo är en ort i Mexiko.   Den ligger i kommunen Cotaxtla och delstaten Veracruz, i den sydöstra delen av landet, 290 km öster om huvudstaden Mexico City. Pueblo Viejo ligger 101 meter över havet och antalet invånare är 283.
Terrängen runt Pueblo Viejo är platt, och sluttar österut. Runt Pueblo Viejo är det ganska tätbefolkat, med 65 invånare per kvadratkilometer. Närmaste större samhälle är Cotaxtla, 2,6 km öster om Pueblo Viejo. Omgivningarna runt Pueblo Viejo är en mosaik av jordbruksmark och naturlig växtlighet.